# 重丁聖心堂
28°01′37″N 98°37′31″E / 28.0270°N 98.6252°E
重丁聖心堂，俗稱重丁教堂或重丁天主教堂，是中國雲南省的一座天主教堂，位於貢山獨龍族怒族自治縣丙中洛镇甲生村委会重丁村。

## 概述
重丁教堂由法國傳教士任安守神父籌建，历时十余年在1935年建成。文革期間被毀，1996年縮小規模重建。
现建筑为砖混结构，建筑面积约320平方米，建筑样式中西结合，采用中式彩绘和西式拱形门窗、线脚装饰。建有双塔楼，整个建筑立面呈“凹”字形。

## 圖庫

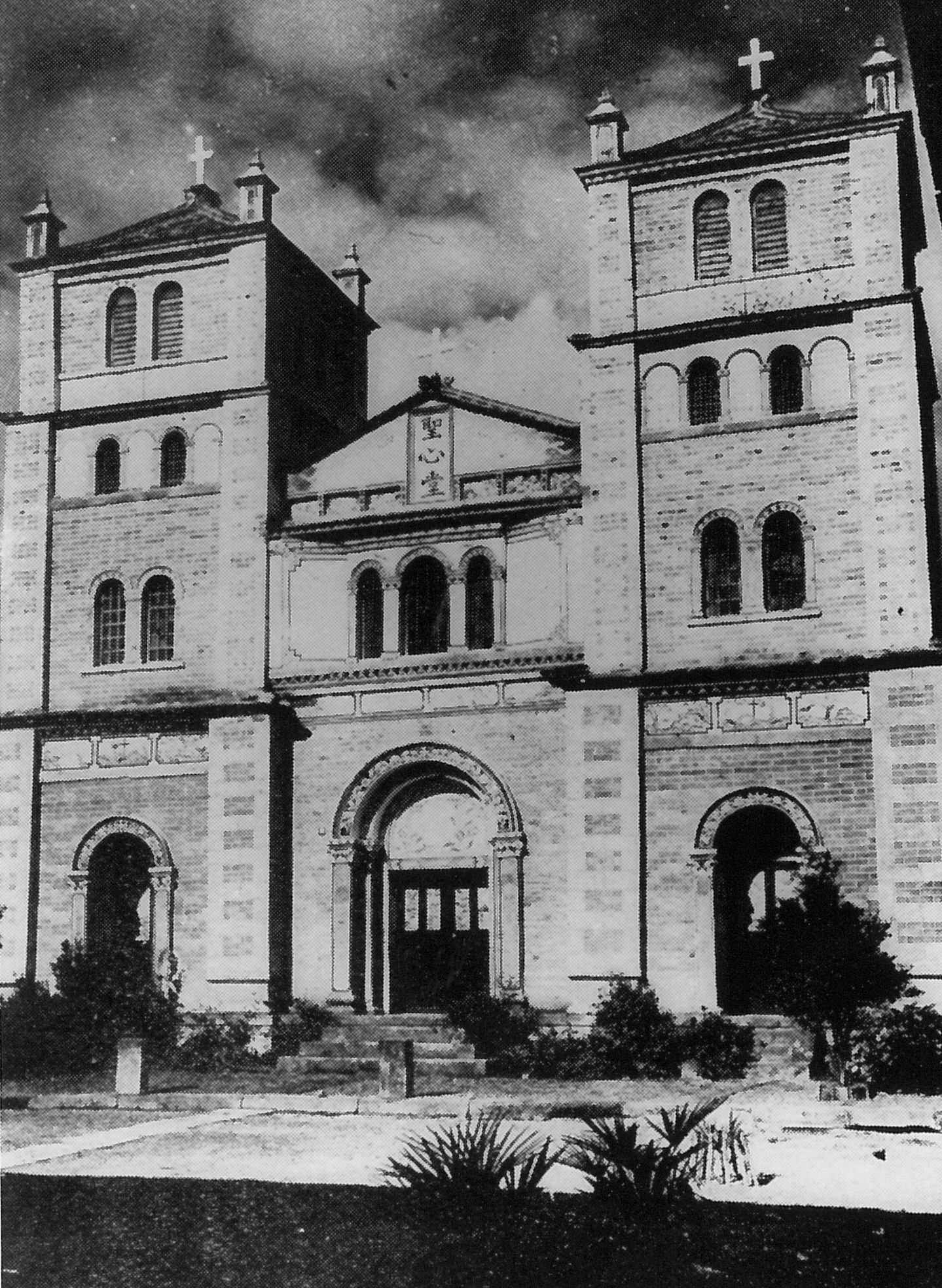
原重丁聖心堂
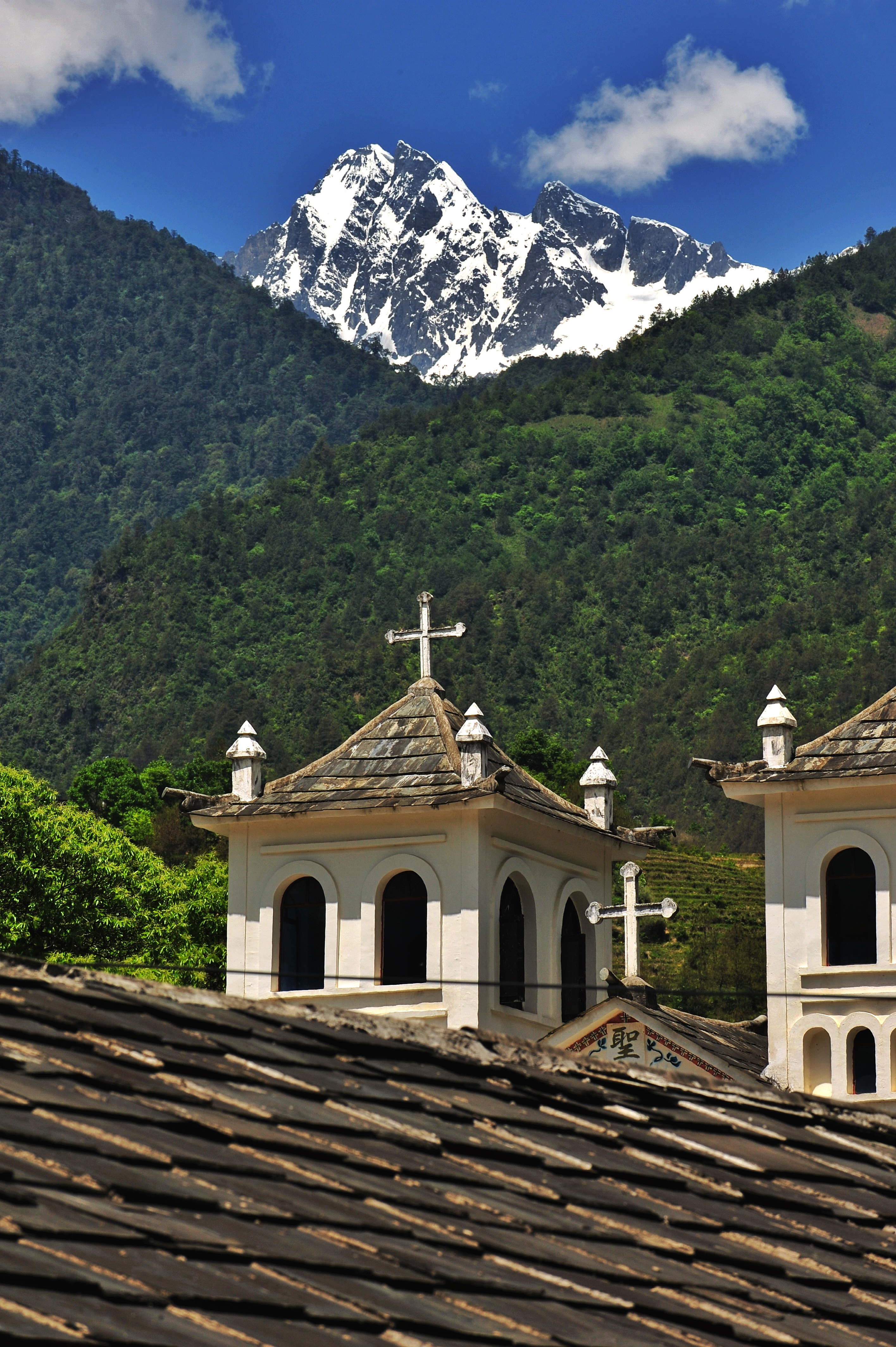
重丁聖心堂鐘樓